# Saint-Jacques (circonscription provinciale)
Pour les articles homonymes, voir Saint-Jacques.
Saint-Jacques est une ancienne circonscription électorale du Québec, situé à Montréal.

## Historique
:Précédée de : Montréal—Saint-Jacques,  Montréal—Sainte-Marie et Montréal—Saint-Louis
Suivie de : Sainte-Marie—Saint-Jacques

## Liste des députés
| Législature                                                                                      | Années    | Député             | Député          | Parti           |
| ------------------------------------------------------------------------------------------------ | --------- | ------------------ | --------------- | --------------- |
| Saint-Jacques Créée depuis Montréal—Saint-Jacques, Montréal—Sainte-Marie et Montréal—Saint-Louis |           |                    |                 |                 |
| 28e                                                                                              | 1966–1969 |                    | Paul Dozois     | Union nationale |
| 28e                                                                                              | 1969–1970 | Jean Cournoyer     |                 | Union nationale |
| 29e                                                                                              | 1970–1973 |                    | Claude Charron  | Parti québécois |
| 30e                                                                                              | 1973–1976 |                    | Claude Charron  | Parti québécois |
| 31e                                                                                              | 1976–1981 |                    | Claude Charron  | Parti québécois |
| 32e                                                                                              | 1981–1982 |                    | Claude Charron  | Parti québécois |
| 32e                                                                                              | 1983–1984 |                    | Serge Champagne | Libéral         |
| 32e                                                                                              | 1984–1985 | Jean-François Viau |                 | Libéral         |
| 33e                                                                                              | 1985–1989 |                    | André Boulerice | Parti québécois |
| Dissoute dans Sainte-Marie–Saint-Jacques                                                         |           |                    |                 |                 |

## Résultats électoraux
|                                                                                       |
| - Union nationale (ancien) - Parti libéral - Parti québécois - Crédit social (ancien) |

|                                                                                               | Nom                          | Parti                        | Nombre de voix | %      | Maj.  |
| --------------------------------------------------------------------------------------------- | ---------------------------- | ---------------------------- | -------------- | ------ | ----- |
|                                                                                               | André Boulerice              | Parti québécois              | 10 659         | 48,6 % | 1 864 |
|                                                                                               | Jean-François Viau (sortant) | Libéral                      | 8 795          | 40,1 % | -     |
|                                                                                               | Pierre Graveline             | NPD Québec                   | 1 115          | 5,1 %  | -     |
|                                                                                               | Denis Monière                | Parti indépendantiste (1985) | 417            | 1,9 %  | -     |
|                                                                                               | Marie-Claire Desroches       | Parti humaniste              | 314            | 1,4 %  | -     |
|                                                                                               | Pierre Beauregard            | Indépendant                  | 164            | 0,7 %  | -     |
|                                                                                               | Normand Huneault             | Union nationale              | 129            | 0,6 %  | -     |
|                                                                                               | Johanne Galipeau             | Mouvement socialiste         | 106            | 0,5 %  | -     |
|                                                                                               | Gérard Lachance              | Sans désignation             | 68             | 0,3 %  | -     |
|                                                                                               | Marianne Roy                 | Communiste                   | 64             | 0,3 %  | -     |
|                                                                                               | Catherine L. Fortier         | Commonwealth du Canada       | 41             | 0,2 %  | -     |
|                                                                                               | Micheline Mohamed            | Crédit social uni            | 32             | 0,1 %  | -     |
|                                                                                               | Patrick Michaud              | Socialisme chrétien          | 23             | 0,1 %  | -     |
| Total                                                                                         | Total                        | Total                        | 21 927         | 100 %  |       |
| Le taux de participation lors de l'élection était de 68,9 % et 457 bulletins ont été rejetés. |                              |                              |                |        |       |

|                                                                                               | Nom                  | Parti                | Nombre de voix | %      | Maj.  |
| --------------------------------------------------------------------------------------------- | -------------------- | -------------------- | -------------- | ------ | ----- |
|                                                                                               | Jean-François Viau   | Libéral              | 7 889          | 49,1 % | 1 238 |
|                                                                                               | André Boulerice      | Parti québécois      | 6 651          | 41,4 % | -     |
|                                                                                               | Patrice Legendre     | Indépendant          | 699            | 4,4 %  | -     |
|                                                                                               | Gérard Lachance      | Travailleurs         | 268            | 1,7 %  | -     |
|                                                                                               | Patricia Métivier    | Sans désignation     | 156            | 1 %    | -     |
|                                                                                               | Jacques E. Tardif    | Unité du Québec      | 145            | 0,9 %  | -     |
|                                                                                               | Marcel Tremblay      | Crédit social uni    | 109            | 0,7 %  | -     |
|                                                                                               | Jacques Lambert      | République du Canada | 77             | 0,5 %  | -     |
|                                                                                               | Joseph-Georges Tassé | Indépendant          | 66             | 0,4 %  | -     |
| Total                                                                                         | Total                | Total                | 16 060         | 100 %  |       |
| Le taux de participation lors de l'élection était de 50,6 % et 356 bulletins ont été rejetés. |                      |                      |                |        |       |